# Systofte Kirke
Systofte Kirke ligger i landsbyen Systofte ca. 4 km NØ for Nykøbing Falster (Region Sjælland).

## Eksterne kilder og henvisninger
- Wikimedia Commons har flere filer relateret til Systofte Kirke
- Systofte Kirke på KortTilKirken.dk
- Systofte Kirke på danmarkskirker.nationalmuseet.dk (Danmarks Kirker, Nationalmuseet)